# Lago Fleesen
El lago Fleesen (en alemán: Fleesensee) es un lago situado en el distrito de Llanura Lacustre Mecklemburguesa, en el estado de Mecklemburgo-Pomerania Occidental (Alemania), a una altitud de 62 metros; tiene un área de 1078 hectáreas.

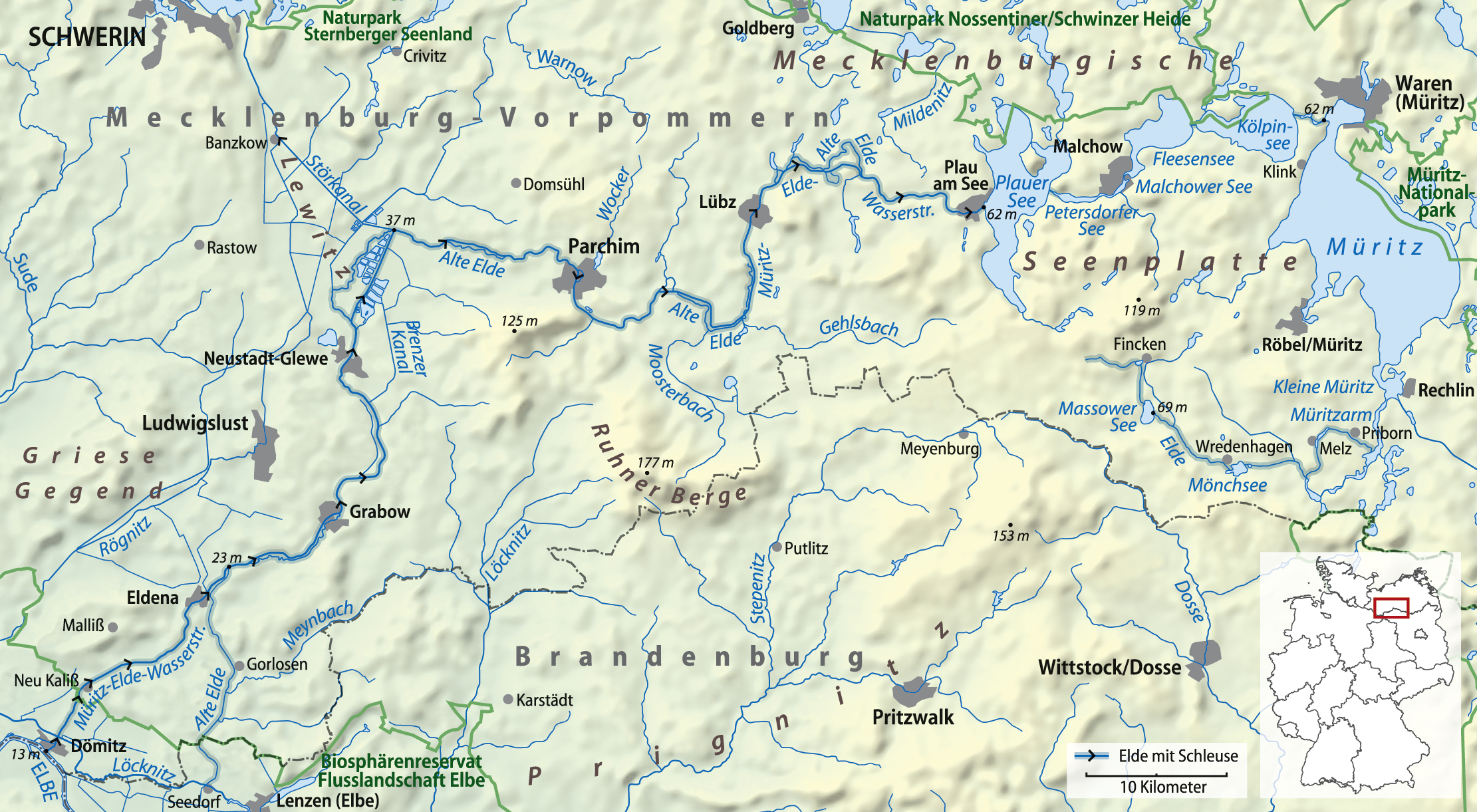
Lago Flessen en un mapa del río Elde

El río Elde atraviesa este lago.